# アイスホッケー女子カナダ代表
アイスホッケー女子カナダ代表は、オリンピックを始めとする国際大会に出場するカナダの女子アイスホッケーナショナルチーム。
獲得タイトルは世界国別代表チーム最多の計18回（オリンピック5回・世界選手権13回）。